# Araeopteron xanthopis
Araeopteron xanthopis är en fjärilsart som beskrevs av George Francis Hampson 1907. Araeopteron xanthopis ingår i släktet Araeopteron och familjen nattflyn. Inga underarter finns listade i Catalogue of Life.